# EPU Engine
EPU Engine (аббревиатура от Energy Processor/Processing Unit) — программно-аппаратная энергосберегающая технология, разработанная компанией ASUSTeK Computer (ASUS) и предназначенная для регулирования энергоснабжения компонентов персонального компьютера (ПК). EPU Engine присутствует на большинстве материнских плат производства ASUS, начиная с 2008 года, и позволяет динамически регулировать количество электроэнергии, потребляемой компонентами персонального компьютера.
Есть две версии EPU Engine, которые различаются на аппаратном и программном уровнях — EPU-4 Engine и EPU-6 Engine. Различие заключается в количестве компонентов ПК, для которых присутствует возможность регулировки энергопотребления. EPU-6 Engine, как указано в названии, поддерживает шесть компонентов: центральный процессор (CPU), чипсет, оперативную память, видеокарту, носитель информации (как правило, жёсткий диск), процессорный кулер. EPU-4 Engine поддерживает четыре компонента — CPU, видеокарту, носитель информации и кулер (оперативная память и чипсет не поддерживаются).

## Описание
На аппаратном уровне EPU Engine представлена микросхемой EPU, которая встроена в материнскую плату и представляет собой ШИМ-контроллер. Данная микросхема динамически регулирует число активных каналов питания центрального процессора (CPU) в зависимости от его нагрузки. Также EPU может изменять частоту системной шины и множители процессора, уменьшая частоту FSB ниже штатной и снижая до минимума множители в моменты низкой загрузки CPU, а также слегка разгоняя процессор при её нарастании. Причём интервалы изменения частот можно изменять, а также можно настроить несколько режимов пониженного энергопотребления или разгона, чтобы потом быстро переключаться между ними. Кроме центрального процессора, микросхема EPU способна изменять режимы питания других компонентов ПК.
На программном уровне EPU Engine представлена утилитой, которая взаимодействует с микросхемой EPU. В настройках утилиты можно указать режимы энергопотребления, их конфигурации. Так, для режимов можно выставить интенсивность снижения напряжения питания того или иного компонента. Ещё одной особенностью является то, что переключаться между режимами энергопотребления можно с помощью дистанционного пульта ASUS TurboV Remote. В утилите ведётся постоянный подсчёт количества сэкономленной при её помощи электроэнергии и количество сокращённых выбросов углекислого газа в атмосферу.
Утилита EPU-4 Engine имеет более ограниченные возможности по сравнению с утилитой EPU-6 Engine. Так, в EPU-6 Engine пользователь имеет пять режимов энергопотребления: четыре конфигурируемых вручную и один автоматический. В EPU-4 Engine присутствуют только три режима: один автоматический и два ручных. Естественно, в EPU-6 Engine регулировке поддаются шесть компонентов ПК, а в EPU-4 Engine — только четыре.
При самом энергоэффективном режиме энергопотребления (то есть при самом минимальном режиме энергопотребления) EPU-6 Engine может снизить частоту процессора до 30 %, а его напряжение питания — до 40 %. Частота оперативной памяти уменьшается на 30-40 % от номинальной частоты. Системная шина между процессором и чипсетом может уменьшить частоту до 10-50 % в зависимости от модели процессора. Жесткие диски отключаются, вся необходимая для работы информация хранится в оперативной памяти. Если возникает необходимость в информации из жестких дисков, то они переводятся в номинальный режим работы за 3-5 секунд. Видеокарта работает в режиме повышенной экономии энергии, по заявлениям, её энергопоотребление снижается на 37 % от номинального значения. Процессорный кулер переходит в бесшумный режим.
Впервые технология была представлена на выставке Computex 2008. На выставке ASUS заявила, что 75 % времени возможности ПК востребованы лишь частично, но при этом система продолжает потреблять энергию. Технология EPU Engine была разработана для уменьшения энергопотребления ПК в те моменты, когда его возможности не используются на полную мощность. ASUS утверждала, что при помощи EPU Engine удалось повысить КПД системы питания ПК до 96 %. Первыми материнскими платами, которые получили EPU Engine, стала серия P5Q.
В начале июля 2010 года ASUS представила новую технологию «Dual Intelligent Processors», которая, согласно анонсу, может мгновенно ускорить ПК на 37 % или уменьшить его энергопотребление на 80 %. Эта технология на аппаратном уровне реализуется двумя чипами, «TurboV Processing Unit» (TPU) и EPU, которые отвечают за разгон и энергоэффективность соответственно.